# Can Cruixent
Can Cruixent és una masia gòtica al sud del terme de Sant Esteve de Palautordera (al Vallès Oriental) inclosa a l'Inventari del Patrimoni Arquitectònic de Catalunya.

## Arquitectura
Masia orientada cap a l'est. Coberta a dues vessants. Edifici format per planta baixa i un pis. Porxo adossat al vessant esquerre de la façana utilitzat com a aparcament. A la dreta de la façana hi ha un annex utilitzat com a part de l'habitatge. Porta dovellada al damunt de la qual hi ha una finestra de pedra gòtica decorada amb relleus, quatre flors dins de cercles i una flor de lis. El replanell és motllurat. A la seva dreta també hi ha una finestra de pedra amb semi-arc decorada amb un relleu.
La finestra central de la façana té festejadors.

## Història
Inscripció del segle xvii que es refereix a la producció de rajoles per la casa. Els masovers, senyors Arabia, compraren la casa als seus propietaris anteriors.